# Байкове кладовище
Ба́йкове кла́до́ви́ще, або Ба́йковий цви́нтар — некрополь у Голосіївському районі міста Києва, пам'ятка історії та культури. Один із найстаріших некрополів, що зберігся в місті, ховати тут почали ще 1834 року. Площа — 72,47 га. Закрите для масових поховань.

## Історія
Назву свою кладовище отримало від прізвища генерал-майора Сергія Васильовича Байкова, героя двох воєн — Французько-російської війни 1812 року та російсько-турецької 1828—1829 років, на відкуплених землях якого почасти й розташоване (усупереч поширеній думці, тіло самого генерала покоїться не тут, а в Петербурзі).
Початкова назва — Новостроєнське. Перші поховання було здійснено лютеранською громадою Києва. Пов'язане це було з тим фактом, що старе, відкрите ще у XVII столітті, лютеранське німецьке кладовище, яке було в низині, зазнавало регулярних підтоплень, через що надгробки змивало, а з-під землі, за свідченнями сучасників, виходили на поверхню труни, подекуди навіть рештки похованих, тому лютерани почали переносити могили з низини на вище місце. У 1831 році лютеранській та католицькій громадам було офіційно надано землі під поховання на високому правому березі річки Либідь, остаточно ж процес перенесення могил сюди завершився 1839 року, коли старий лютеранський цвинтар закрили.
У той самий час новопризначений Київський військовий губернатор, Подільський та Волинський генерал-губернатор граф Василь Левашов провів інспекцію київських кладовищ і, вельми незадоволений результатами, віддав розпорядження відокремити від них достатній простір землі, вирити довкола рівчаки й обсадити деревами, а також влаштувати при входах будиночки для сторожі. На виконання наказу генерал-губернатора протоієрей Петро Максимович розпочав збір коштів серед найзаможніших киян — жителів Печерська. Грошей зібрав чимало, бо згодом, коли імператор Микола І звелів зводити Київську фортецю і постало питання вже не про впорядкування, а про перенесення деяких некрополів, коштів вистачило і на перенесення поховань і на роботу садівників, які перетворили пустку Байкової гори, де й вирішили облаштувати новий цвинтар на затишок, що буяє зеленню. Тож рік, коли тутешнє німецьке кладовище було об'єднано з православним печерським, став роком офіційного відкриття Байкового кладовища.
Цвинтар мав одну прогресивну, як на той час, особливість — це був перший київський некрополь, де ховали представників всіх конфесій та віросповідань. За цим принципом він був поділений на секції: лютеранську, юдейську, православну, католицьку тощо.

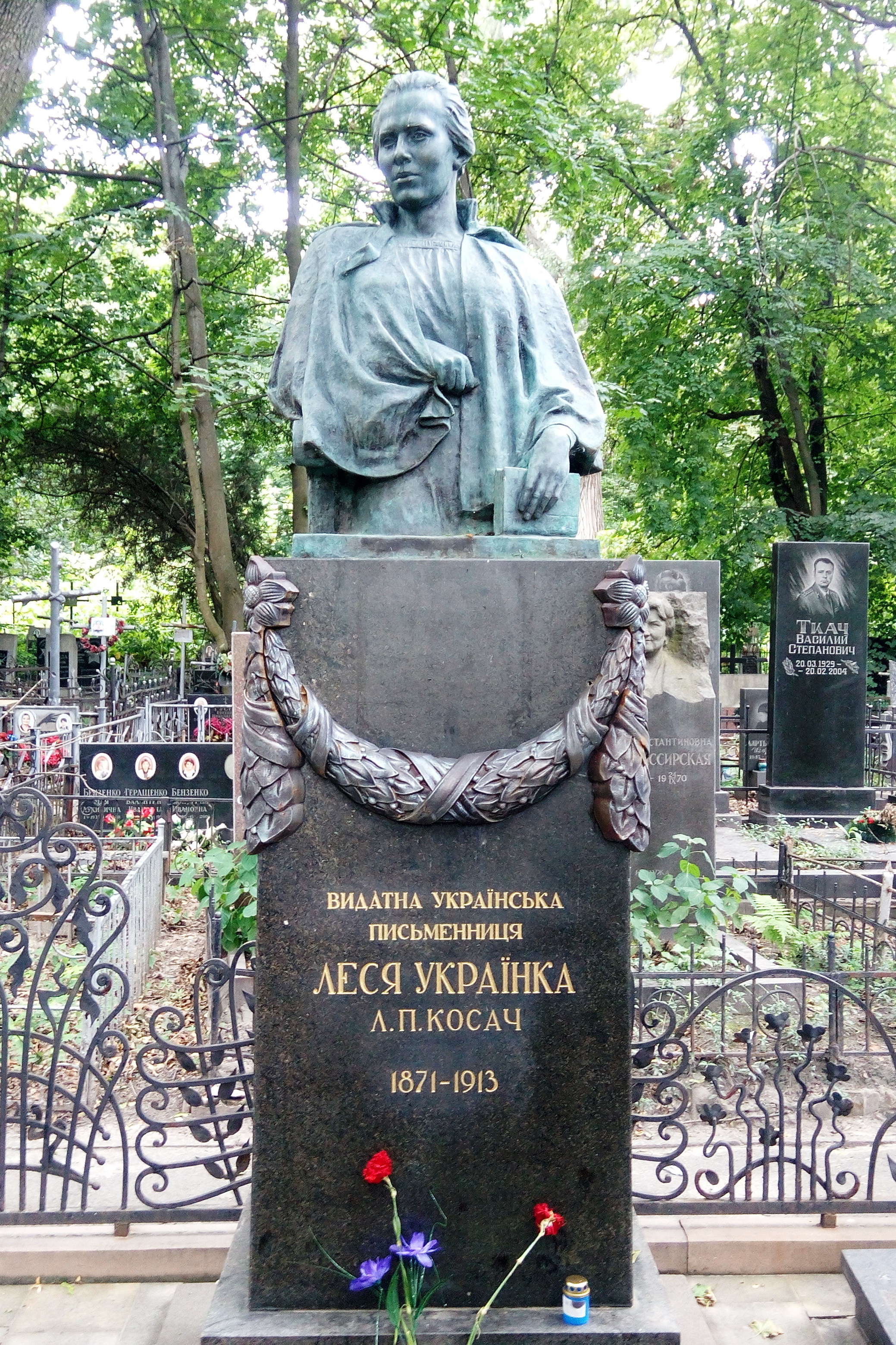
Надгробок на могилі Лесі Українки

Уже станом на середину ХІХ століття Димитрівський, як тоді його ще називали, цвинтар став занадто тісним. Тому, у 1876 році з дозволу влади з'явилась додаткова територія, відділена від цієї дорогою — Байковою вулицею. Так утворилось одразу два кладовища, обидва — Байкові, тож, для зручності, попередню (меншу) ділянку почали називати Старим, а новонадану (більшу) — Новим Байковим кладовищем. Згодом з'явилися цегляний паркан та чотири в'їзні брами, які й тепер зберігають свої назви — Стара, Лютеранська (або ж Німецька), Католицька (або ж Польська, котру й тепер не важко впізнати за написом латиною «BEATI MORTUI, QUI IN DOMINO MORIUNTUR»,  — відомою цитатою з Одкровення апостола Іоана, що значить «блаженні ті, хто вмирає в Господі») та Православна, — хоча про первісний сенс цих назв тепер уже мало що нагадує. На «Старому» цвинтарі 1841 року збудовано дерев'яну Дмитрівську церкву.
Протягом 1884—1889 років на новій православній частині спорудили церкву Вознесіння Господнього. Як вважається, саме в цей час з'являються перші склепи. Над проєктуванням декотрих працювали найкращі київські архітектори — Євген Єрмаков, Михайло Іконніков, Володимир Ніколаєв, дехто з них згодом став широко знаним, як-от автор і перший власник знаменитого «Будинку з химерами» Владислав Городецький чи Олексій Щусєв, авторству якого належить всесвітньовідома споруда — мавзолей Леніна на Красній площі Москви.
Ще на території Нового кладовища є церква Воскресіння Словущого УПЦ (МП). Центральна вхідна брама — водночас церква Св. Димитрія (зведена на початку XX століття).
На території кладовища розташовано близько двадцяти старих склепів. Типовий склеп має площу близько 9 м² та висоту 2 м. Усі склепи різні. Їх об'єднує лише структура — маленька кімнатка, куди могли зайти люди, які хотіли пом'янути померлих, і огороджене ґратами підземелля, де й були труни. Багато склепів побудували відомі архітектори: Владислав Городецький, Володимир Ніколаєв та інші.
Усі ці склепи унікальні, бо були побудовані за давніми традиціями, відповідно до віросповідання померлих, — православними, католицькими, лютеранськими. Всі цвинтарні книжки втрачено під час Другої світової війни (у 1941 році), тому досі не вдалося встановити родинну належність деяких склепів.
Тепер склепи в надзвичайно занедбаному стані. На деяких збереглися написи, але всі усипальниці розкрито та пограбовано. Є версія, що в склепах люди ховалися під час війни. Пізніше вони слугували притулками для безхатьків.
З 1975 року вище Байкового кладовища діє крематорій, який було спроєктовано архітектором Авраамом Мілецьким. Перше поховання в колумбарії, що розташований на території кладовища, було здійснено 10 грудня 1977 року.

## Галерея

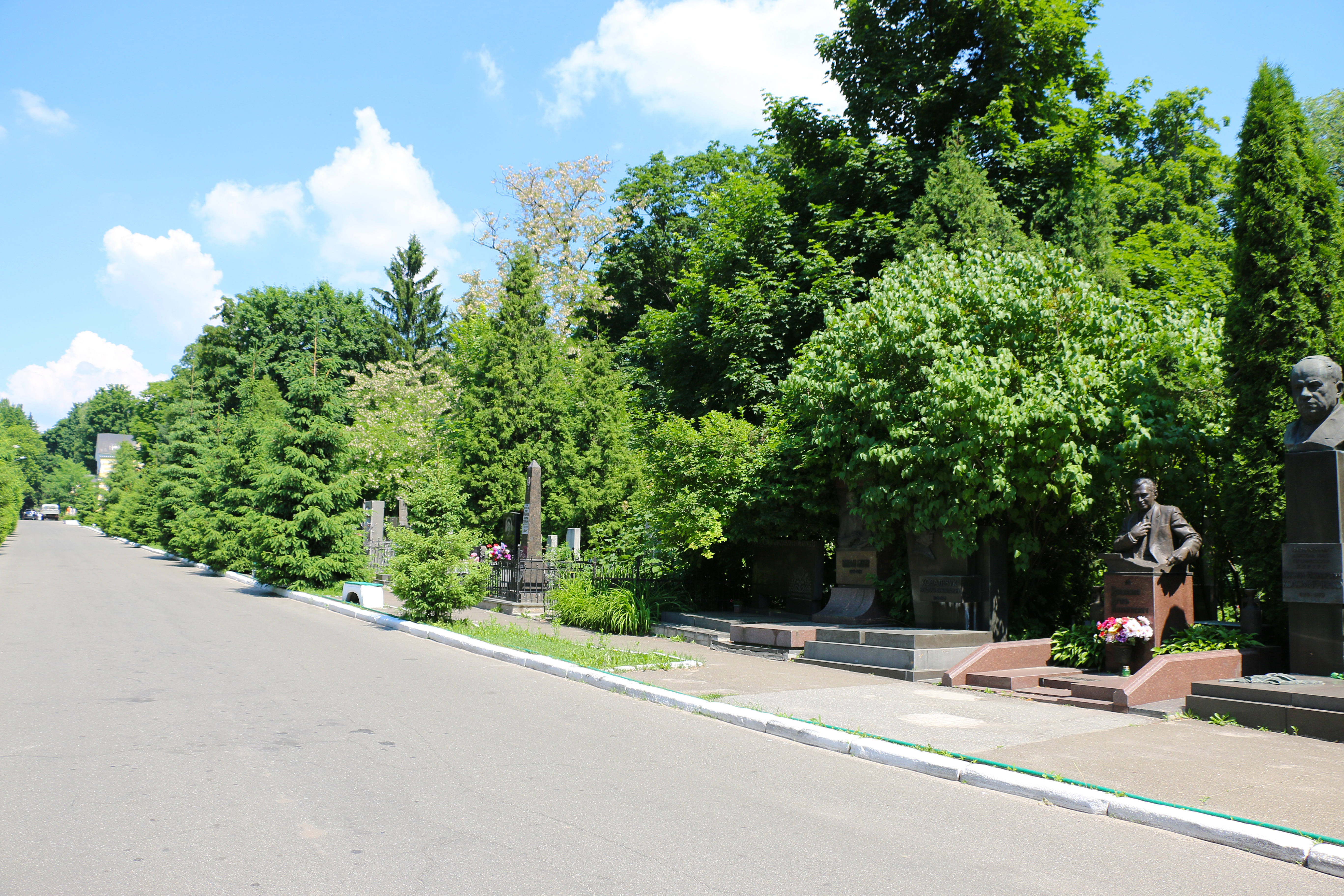
Центральна алея кладовища
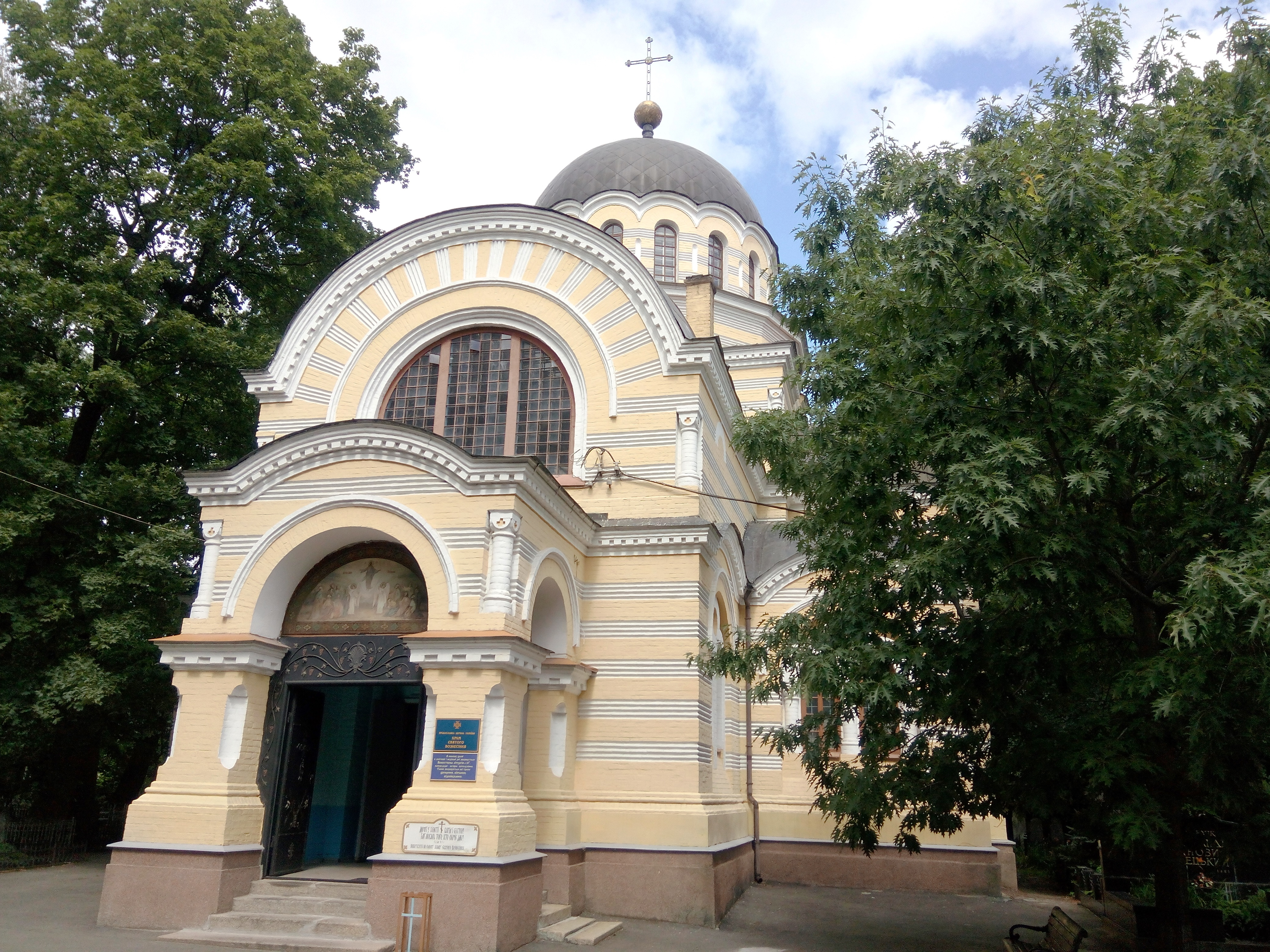
Вознесенська церква
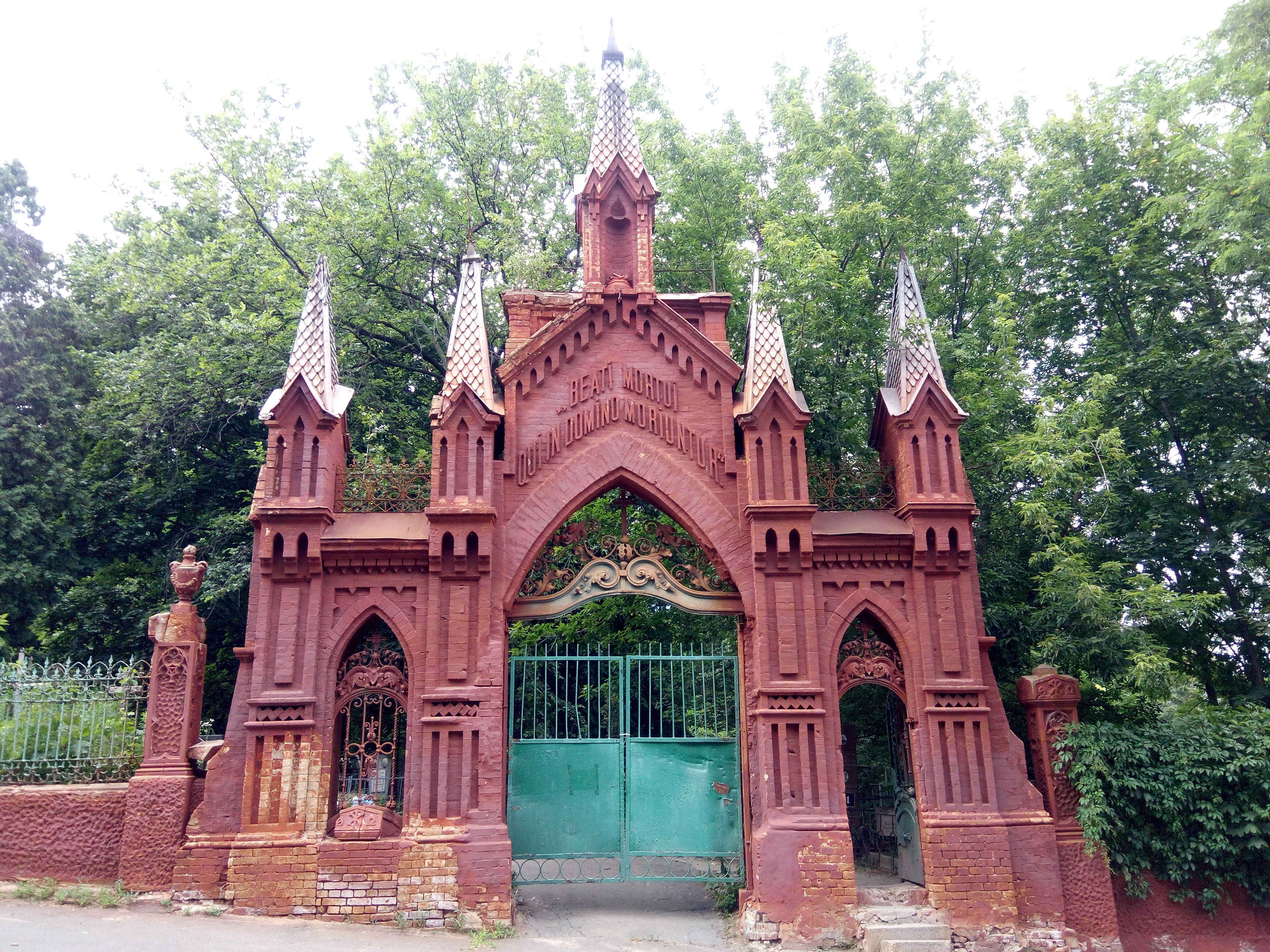
Брама католицького (польського) кладовища
План-схема колумбарію
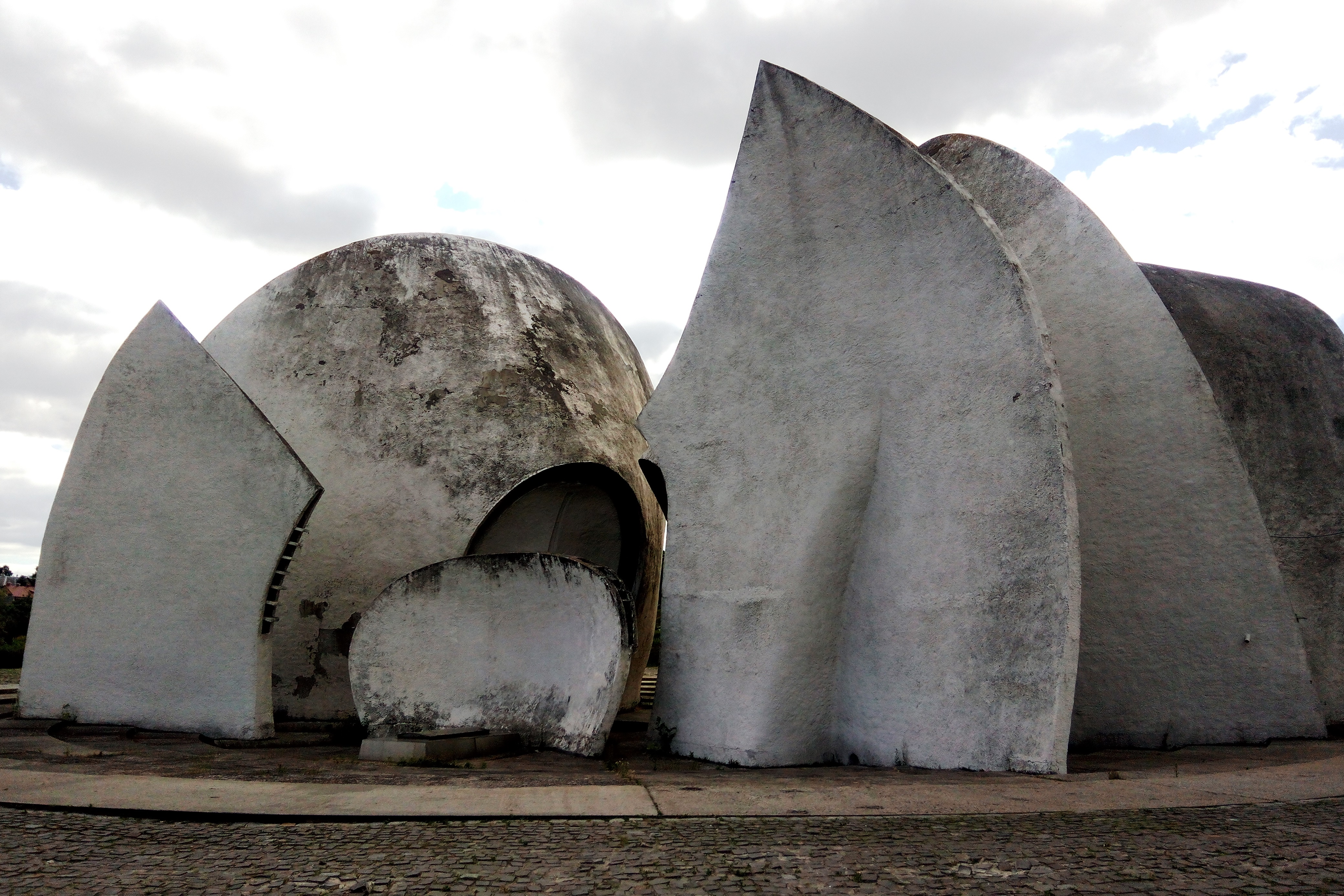
Крематорій
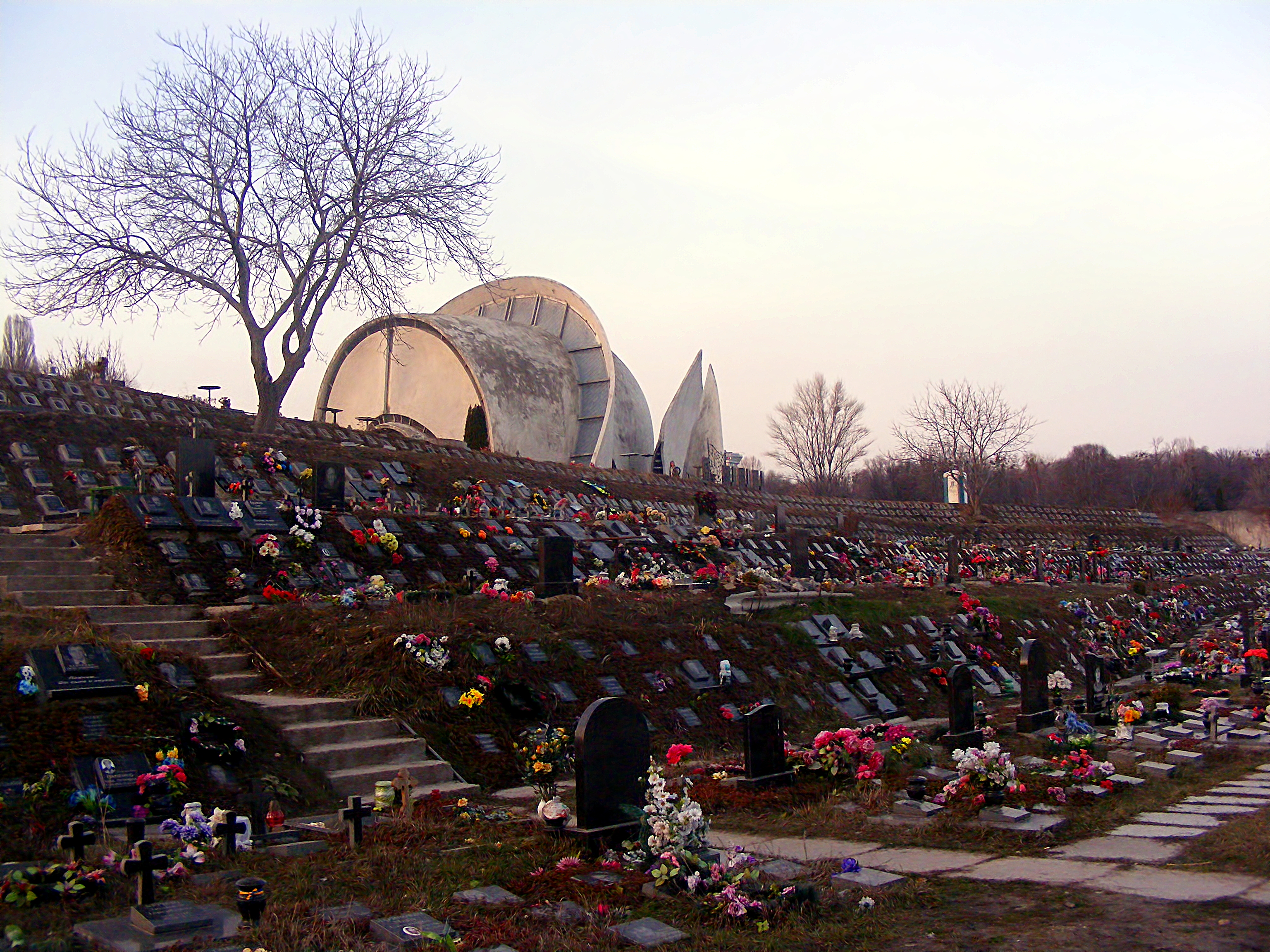
Колумбарій